# Championnats du monde de duathlon longue distance 2004
Navigation
Édition précédente Édition suivante
Les championnats du monde de duathlon longue distance 2004 présentent les résultats des championnats mondiaux de duathlon longue distance en 2004 organisés par la fédération internationale de triathlon.
Les championnats se sont déroulés à Fredericia, dans le Danemark-du-Sud le 1er août 2004.

## Distances parcourues
| Distances course (kilomètres) | Distances course (kilomètres) | Distances course (kilomètres) |
| Course à pied                 | Cyclisme                      | Course à pied                 |
| ----------------------------- | ----------------------------- | ----------------------------- |
| 20                            | 120                           | 10                            |

## Résultats

### Élite
| Rang               | Athlète                       | Pays       | Temps           |
| ------------------ | ----------------------------- | ---------- | --------------- |
| Médaille d'or      | Greg Watson (es)              | États-Unis | 4 h 56 min 41 s |
| Médaille d'argent  | Sergio Rodríguez Vicente (es) | Espagne    | 5 h 00 min 36 s |
| Médaille de bronze | Nico Huberechts (nl)          | Belgique   | 5 h 02 min 43 s |

| Rang               | Athlète            | Pays      | Temps           |
| ------------------ | ------------------ | --------- | --------------- |
| Médaille d'or      | Ulrike Schwalbe    | Allemagne | 5 h 35 min 54 s |
| Médaille d'argent  | Yvonne van Vlerken | Pays-Bas  | 5 h 40 min 58 s |
| Médaille de bronze | Erika Csomor       | Hongrie   | 5 h 45 min 42 s |

## Tableau des médailles
| Rang  | Nation     | Or | Argent | Bronze | Total |
| ----- | ---------- | -- | ------ | ------ | ----- |
| 1     | États-Unis | 1  | 0      | 0      | 1     |
| 1     | Allemagne  | 1  | 0      | 0      | 1     |
| 3     | Espagne    | 0  | 1      | 0      | 1     |
| 3     | Pays-Bas   | 0  | 1      | 0      | 1     |
| 5     | Belgique   | 0  | 0      | 1      | 1     |
| 5     | Hongrie    | 0  | 0      | 1      | 1     |
| Total | Total      | 2  | 2      | 2      | 6     |